# Michael Collins (astronauta)
Michael Collins (ur. 31 października 1930 w Rzymie, zm. 28 kwietnia 2021 w Naples) – amerykański astronauta, uczestnik pierwszej załogowej wyprawy na Księżyc, generał brygady United States Air Force.

## Życiorys
Collins urodził się w Rzymie, gdzie jego ojciec pełnił funkcję attaché wojskowego. James Collins podczas pierwszej wojny światowej był adiutantem generała Pershinga, a podczas drugiej wojny światowej dosłużył się stopnia generała dywizji. Praca ojca zmuszała rodzinę do wielokrotnej zmiany miejsca zamieszkania. W ciągu pierwszych ośmiu lat nauki uczęszczał do sześciu różnych szkół. Następnie ukończył czteroletnią szkołę średnią Saint Albans w Waszyngtonie. W szkole był kapitanem drużyny zapaśniczej. W 1952 ukończył Akademię Wojskową Stanów Zjednoczonych w West Point, uzyskał licencjat (Bachelor of Science). Następnie wstąpił do United States Air Force i został pilotem myśliwców. Pełnił przez cztery lata służbę w 72 Eskadrze Myśliwców stacjonującej w Kalifornii i we Francji. W czasie pobytu we Francji lecąc samolotem F-86 Sabre na niskim pułapie musiał się katapultować. W 1960 przeszedł zaawansowane szkolenie dla pilotów doświadczalnych w Experimental Flight Test Pilot School w kalifornijskiej bazie lotniczej Edwards. Wędkarz i miłośnik piłki ręcznej. Był członkiem Stowarzyszenia Pilotów Doświadczalnych.

## Kariera astronauty
W 1963 zakwalifikował się do trzeciej grupy astronautów NASA. Pilot rezerwowy misji Gemini 7, pilot w Gemini 10, przebywał 2 godziny 28 minut poza statkiem, pilot modułu dowodzenia Apollo 11. Przydzielony do lotu Apollo 8, lecz odsunięty wskutek konieczności poddania się operacji. Lekarze stwierdzili u niego odprysk kości kręgosłupa i zaordynowali zabieg chirurgiczny. Był pierwszym człowiekiem, który dwukrotnie odbył spacer kosmiczny. Był również pierwszym, który przeszedł z jednego statku kosmicznego do drugiego, poruszając się za pomocą odrzutowego pistoletu manewrowego.

## Po opuszczeniu NASA
W styczniu 1970 odszedł z NASA. Przez blisko rok sprawował funkcję zastępcy sekretarza stanu Williama Rogersa do spraw publicznych. Nie było to łatwe doświadczenie. W tym czasie Amerykanie byli zaangażowani w Wietnamie i Kambodży. Dodatkowo pracę utrudniały konflikty między Rogersem a Henrym Kissingerem. W 1971 został dyrektorem Narodowego Muzeum Lotnictwa i Przestrzeni Kosmicznej przy Instytucie Smithsona, które za jego kadencji otworzyło nowy budynek wystawowy (1976). W roku 1978 powierzono mu stanowisko zastępcy sekretarza Instytutu. Odszedł z wojska w stopniu generała brygady. W lutym 1980 objął funkcję wiceprezesa LTV Aerospace, koncernu z Arlington w Wirginii. W 1985 rozpoczął samodzielną działalność biznesową, zakładając firmę konsultingową – Michael Collins Associates.
Jest autorem artykułów i książek: autobiograficznej Carrying the Fire: An Astronaut’s Journeys (Niosąc płomień. Podróże astronauty), (wydana w Polsce w 2019 przez Wydawnictwo Astra w Krakowie), Liftoff (Wyniesienie) oraz Flying to the Moon and Other Strange Places (Latając na Księżyc i do innych dziwnych miejsc), przeznaczonej dla dzieci.
Zmarł 28 kwietnia 2021. Przyczyną śmierci był nowotwór.

## Nagrody i odznaczenia[4]
- Air Force Command Pilot Astronaut Wings
- Air Force Distinguished Flying Cross
- NASA Exceptional Service Medal
- Universal Astronaut Insignia za lot orbitalny (nr 27) – Stowarzyszenie Uczestników Lotów Kosmicznych (Association of Space Explorers(inne języki))[6]